# 1. HOL za žene 1995./96.
Prva hrvatska odbojkaška liga za sezonu 1995./96. je predstavljala peto izdanje najvišeg ranga odbojkaškog prvenstva Hrvatske za žene. 
Sudjelovalo je jedanaest klubova, a prvak je peti put zaredom bila Mladost iz Zagreba.

## Konačni poredak
1. Mladost, Zagreb
2. Rijeka, Rijeka
3. Pula - Istarska banka, Pula
4. Kaštela - Kaštelanska rivijera, Kaštel Stari
5. ABC Promet, Osijek
6. Viadukt, Zagreb
7. Rječina, Rijeka-Dražice
8. Dubrovnik, Dubrovnik
9. Split, Split
10. Cvijeta Zuzorić, Dubrovnik
11. Veli Vrh, Pula

## Unutarnje poveznice
- Druga liga 1995./96.